# Elektrostatische Entladung

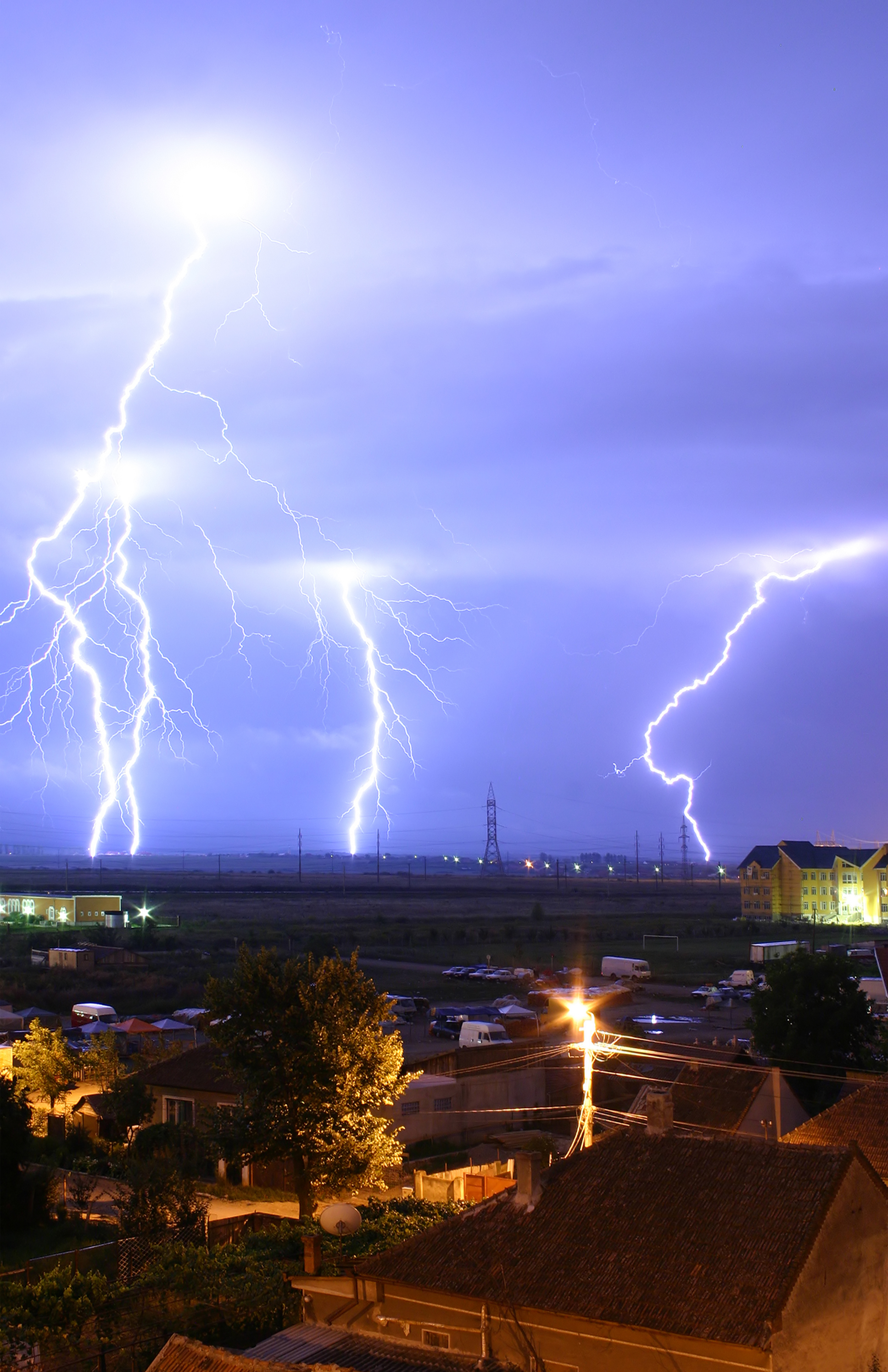
Elektrostatische Entladung in Form eines Blitzes

Symbol für eine ESD-Schutzkomponente

Symbol Gefahrenzeichen für ESD-gefährdete Bauteile

Symbol eines ESD-Erdungspunkts für alle Komponenten

Elektrostatische Entladungen (englisch electrostatic discharge, kurz ESD) sind durch große Potentialdifferenzen entstehende Spannungsdurchschläge. Diese Durchschläge (eventuell als Funken sichtbar) bewirken einen kurzen, hohen elektrischen Strom und können zur Zündung von entzündlichen Stoffen führen. Unter ungünstigen Umständen entstehen Brand- und Explosionsgefährdungen sowie Gefährdungen von Personen durch elektrischen Schlag. Andere unerwünschte Folgen elektrostatischer Entladungen sind Schädigungen von elektrischen Komponenten in Geräten. Davon sind besonders Feldeffekttransistoren betroffen.
Ursache der Potentialdifferenz ist meist eine Aufladung durch Reibungselektrizität (triboelektrischer Effekt) oder Influenz. Reibungselektrizität tritt zum Beispiel beim Gehen auf einem Teppichboden auf. Liegt die Luftfeuchtigkeit unter 20 %, kann ein Mensch auf bis zu 35.000 V aufgeladen werden.
Liegt die Luftfeuchtigkeit über 65 %, sinkt die mögliche Aufladung unter 1.500 V.

## Elektrostatische Auf- und Entladung im Alltag

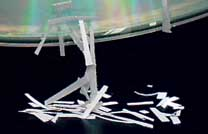
Papierschnipsel werden durch elektrostatische Aufladung angezogen

Elektrostatische Aufladungen sind Teil der Elektrostatik und treten nahezu überall in unserem Alltag auf. Erst ab einer bestimmten Stärke der elektrostatischen Entladung (Faustformel: ca. 2.000 V) ist diese für den Menschen wahrnehmbar.
Wahrgenommen wird die elektrostatische Aufladung, wenn man etwa beim Berühren eines geerdeten metallischen Gegenstands einen elektrischen Schlag spürt. Die vorausgegangene statische Aufladung geschieht häufig durch das Laufen auf einem Kunstfaserteppich oder das Entlangfahren mit der Hand an einem Treppengeländer aus Kunststoff.
Schwache Lichtblitze einer Entladung können in dunkler Umgebung mit dem Auge wahrgenommen werden. Dies kann etwa beim Ausziehen eines Kunstfaser-Pullovers in einem komplett dunklen Raum auftreten. Elektrostatische Aufladungen werden auch anhand der unwillkürlichen Bewegung leichter und isolierender Objekte wie Papierschnipsel oder Haare sichtbar, die sich zuvor aufgeladen haben.
Viele elektrostatische Entladungen liegen unter der Wahrnehmbarkeitsschwelle des Menschen, können aber z. B. für elektronische Bauelemente schädlich sein.
Fahrzeuge laden sich durch die Reibung der Gummireifen auf der Straße auf. Dieser Effekt wird jedoch oft überschätzt – der Reifengummi weist in der Regel eine ausreichende Leitfähigkeit auf, um die Ladungen abzuleiten. Beim Aussteigen beobachtete Entladungen rühren meist von der Reibung der Kleidung auf dem Polstermaterial der Autositze her und führen zu einer Aufladung des Fahrers gegenüber der Karosserie. Sie sind daher nicht durch die Installation eines sogenannten Antistatikbands am Fahrzeugboden zu verhindern.
Bei vertikal ausgedehnten, gegen Erde isolierten metallischen Objekten kann die elektrostatische Aufladung durch das natürliche elektrische Feld der Erde beachtliche Werte annehmen. So kann der Kontakt einer geerdeten Person mit einem gegen Erde isolierten Sendemast auch dann einen (unter Umständen sogar lebensgefährlichen) elektrischen Schlag verursachen, wenn der Sender außer Betrieb ist und kein Gewitter naht.

## Gefahren
Je nach Stärke der Entladung kann es zu Personenschäden und zu Bränden kommen. Während elektrostatische Entladungen an Körperteilen meist nur aufgrund der Schreckreaktion Gefährdungen verursachen, können sie in explosionsgeschützten Bereichen unter Umständen schwerwiegende Folgen haben. Das trifft auf den Umgang mit brennbaren Flüssigkeiten und Gasen zu (z. B. Tankstellen, Gasanlagen), als auch bei staubtrockenem Schüttgut (Staubexplosionen von Mehl, Getreide, Kohlebergwerke).
Die Technische Regel für Gefahrstoffe TRGS 727 beschreibt die Methoden der Analyse von Gefährdungen durch elektrostatische Aufladungen und regelt die Maßnahmen zur Vermeidung von Zündgefahren in explosionsgefährdeten Bereichen. Im Anhang D der TRGS 727 werden Gefährdungen des elektrischen Schlags durch Entladung statischer Elektrizität erläutert und Maßnahmen dargestellt. Beispielsweise wird die Entzündung von Benzindämpfen beim Tanken v. a. durch leitfähige Tankschläuche und eine ausreichende Erdung der Reifen verhindert.
Auch Papiermaschinen, Webstuhlbäume, Anlagen zur Folienherstellung und -verarbeitung und Getreidemühlen sind gefährdet. Hier tritt Ladungstrennung der gefertigten Folienbahnen oder des Schüttgutes ähnlich wie in einem Bandgenerator auf, wodurch sich Maschinenteile auch auf für Menschen gefährliche Spannungen aufladen können. Überschläge können Staub und – bei ständig wiederholten Entladungen – auch brennbare Materialien entzünden.

## Arten

### Funke und Blitz

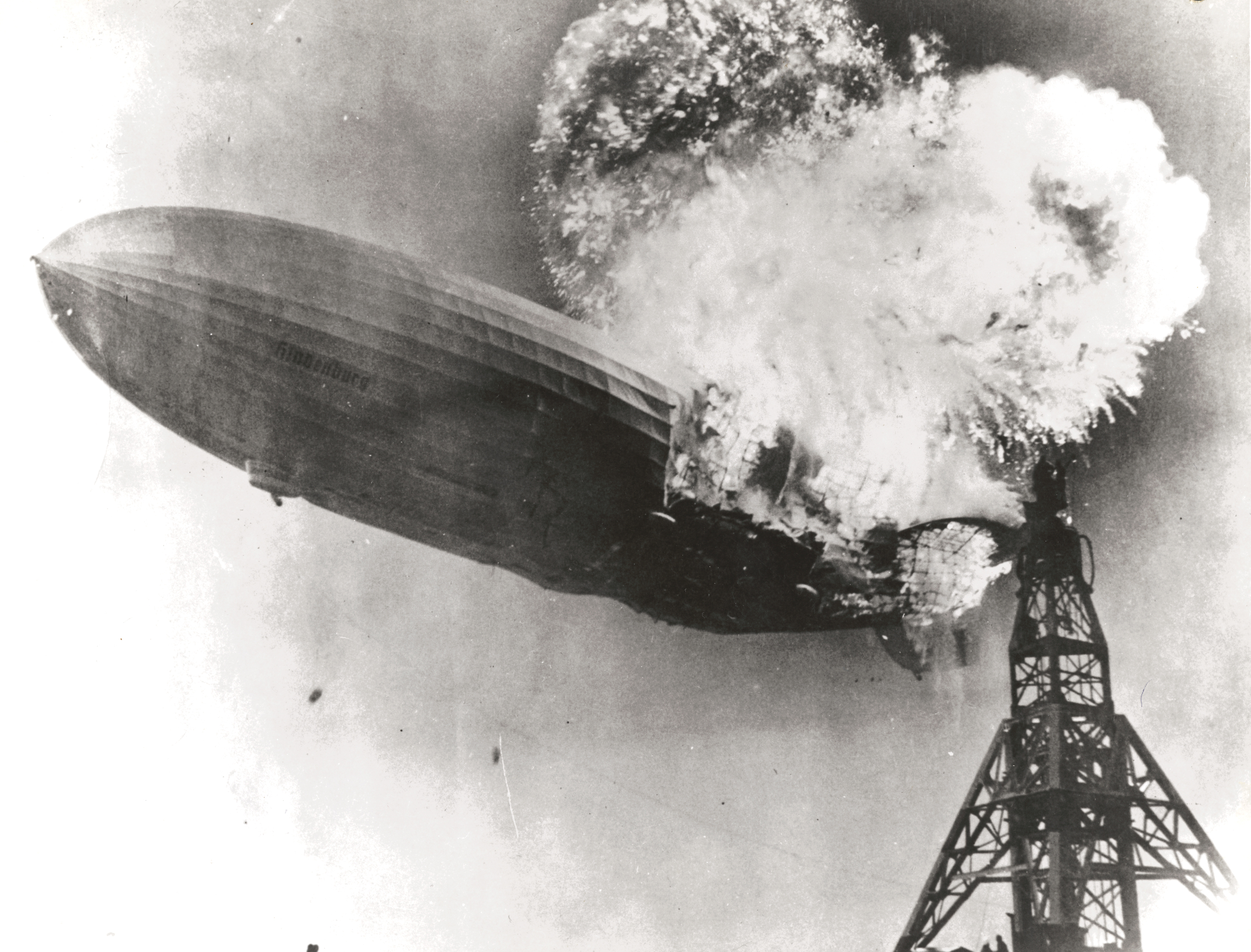
Die Hindenburg, kurz nachdem sie Feuer gefangen hat. Vermutlich war eine Potentialdifferenz zwischen Erde/Landemast und Luftschiff die Ursache.

Die bekannteste elektrostatische Entladung ist der Blitz. Der Blitz kann Menschen und Tiere verletzen oder töten, Schäden an Geräten verursachen oder Feuer und Explosionen verursachen, insbesondere, wenn entzündliche Gase in der Luft vorhanden sind.
Ein Blitz entsteht im weiteren, umgangssprachlichen Sinne immer dann, wenn zwischen zwei unterschiedlich aufgeladenen Körpern eine hohe Feldstärke herrscht, sodass ein elektrischer Durchschlag eintritt und es zu einer Funkenentladung zwischen den Körpern kommt.
Durch eine elektrostatische Entladung bei der Landung in Lakehurst bei gewittriger Wetterlage entzündete sich Luftschiff Hindenburg und ging verloren. Vermutlich hatte sich im Zwischenraum zwischen den Zellen mit dem als Füllgas eingesetzten Wasserstoff und der Außenhülle ein entzündliches Gasgemisch gebildet, das sich beim Landevorgang durch elektrostatische Entladungen entzündete.

### Koronaentladung
Eine Koronaentladung, auch Elmsfeuer genannt, tritt durch hohe Feldstärken an spitz zulaufenden oder jedenfalls nicht glatten Oberflächen einer Elektrode auf. An Nadelspitzen kommt es durch die starke Änderung des Normalenvektors zu einer hohen Konzentration der Ladungsträger, so dass die freien Ladungsträger aus der Elektrode langsam – also nicht blitzartig – austreten können. Der Kurvenverlauf der Oberfläche verursacht hierbei eine große Änderung des elektrischen Potentialgradienten direkt im Bereich der Nadelspitze.

### Bürstenentladung
Bei einem Elektrodenradius von 5 mm bis 50 mm tritt gegen eine Platte bei einer elektrischen Feldstärke in der Größenordnung von 500 kV/m eine sogenannte Bürstenentladung auf.

## ESD im Bereich der Elektronik

### Elektrostatisch empfindliche Bauelemente
Zur Gruppe von ESD-empfindlichen (ESDS, engl. electrostatic discharge sensitive) Bauelementen gehören nahezu alle elektrischen, elektronischen und optoelektronischen Bauelemente. Weiterhin fallen unter diese Kategorie ebenfalls noch zahlreiche elektromechanische Bauelemente. All solche Bauelemente können durch elektrostatische Entladungen in ihrer Funktion beeinträchtigt oder zerstört werden.
Elektrostatische Entladungen können in mikroelektronischen Bauteilen Schäden anrichten, denn im Verhältnis zur Bauteilgröße verhält sich die Energie einer statischen Entladung in einen Halbleiter wie die Energie eines Blitzschlags in einen Baum. Anschaulich wird das, wenn man ESD-Zerstörungen in einem Chip unter einem Mikroskop sieht, die dort einen 'Krater' erzeugt haben. Verglichen mit einem Blitz in der Natur hat eine elektrostatische Entladung eine sehr viel kleinere Ladungsmenge und somit eine viel kleinere gespeicherte elektrische Energie. Es muss aber die elektrische Leistung, die während der Entladung wirkt, betrachtet werden. Da die Entladedauer im sehr geringen Zeitbereich von ps bis ns liegen kann und der Schadensbereich oder Einschlagsbereich der Entladung häufig im Bereich um die 5 µm bis 10 µm liegt, tritt trotz der verhältnismäßig geringen elektrischen Energie eine sehr hohe elektrische Leistung und eine sehr hohe Leistungsdichte (Leistung pro Fläche) im Bauelement auf.
Insbesondere bei Integrierten Schaltkreisen auf Halbleiterbasis ist ESD eine der häufigsten Ausfallursachen. Besonders empfindlich sind Schaltungen aus der Hochfrequenztechnik, Diodenlaser (GaAs-Halbleiter) sowie Feldeffekttransistoren und Leuchtdioden, die oft nur Sperrspannungen von 5 – 30 V vertragen. Da man Entladungen erst ab ca. 2.000 V spüren kann, müssen Maßnahmen getroffen werden, die Aufladungen zuverlässig zu verhindern.
Nicht nur äußere Entladungen, sondern auch durch die Handhabung entstehende elektrische Felder können diese Bauteile zerstören, wenn die Spannungsfestigkeit deren teilweise sehr hochohmiger Anschlüsse im Eingangsbereich überschritten wird. Es kommt durch innere Spannungüberschläge oder Spannungsdurchschläge zu Zerstörungen oder einer Vorschädigung, was zum sofortigen oder späteren Ausfall führt.
Zur Prüfung der ESD-Empfindlichkeit werden Geräte oder Systeme mit normierten Entladungen beaufschlagt und auf Fehlfunktion oder Ausfall geprüft. Die ESD-Empfindlichkeit wird im Rahmen der elektromagnetischen Verträglichkeit (EMV) behandelt und untersucht. Die ESD-Festigkeit ist ein wichtiges Thema in der Elektronikproduktion, Industrieelektronik, Computertechnik, Telekommunikationstechnik und Automobilelektronik.
Zur Vermeidung von ESD-Schäden müssen alle ESD-kritischen Bauelemente (insbesondere Integrierte Schaltkreise, Leuchtdioden, Halbleiterlaser, Schottky-Dioden, MOSFETs und IGBTs) und Baugruppen (zum Beispiel Computerkomponenten) in ESD-geschützter Umgebung (Electrostatic Protected Area, EPA) gehandhabt, verpackt und gelagert werden. Solche ESD-Arbeitsplätze und ESD-geschützte Bereiche in der Halbleiterfertigung leiten bestehende elektrostatische Ladungen kontrolliert gegen Erde ab und verhindern die meist durch Reibungselektrizität entstehenden Aufladungen. Dies geschieht durch elektrisch leitfähige Arbeitsoberflächen oder Transportbänder, Antistatikbänder, entsprechende Möbel, Bekleidung, Schuhe, Bodenbeläge, ionisierte Umgebungsluft und Erdung aller Komponenten.

### Grundprinzipien beim ESD-Schutz
Der Schutz vor elektrostatischen Entladungen ist im Wesentlichen darauf gerichtet
1. Vermeidung der Aufladung – unvermeidbare parasitäre Aufladungen zu minimieren, z. B. durch Ableiten und Erdung der Körper
2. Vermeidung schneller Entladungen – Entladungen können nie vermieden werden, es kann aber Vorsorge getroffen werden, damit es nicht zu schnellen Entladungen kommt und vorhandene elektrische Ladungen langsam, z. B. über einen großen elektrischen Widerstand, abfließen können.

### Modelle
Um die Haltbarkeit von elektronischen Komponenten zu testen, sind verschiedene Simulationsmodelle für ESD-Impulse eingeführt worden. Diese werden grob in vier ESD-Simulationsmodelle eingeteilt:
1. HBM – Human Body Model: Das Human Body Model bildet die Entladung eines elektrostatisch aufgeladenen Menschen beim Berühren eines Bauelements nach. Als Stromflusspfad wird hierdurch ein Stromfluss durch das Bauelement hindurch zwischen unterschiedlichen Anschlusspins angenommen.
2. MM – Machine Model: Das Machine Model ist vom Grundgedanken mit dem Human Body Model verwandt, bildet aber eine schnelle Entladung einer elektrostatisch aufgeladenen Maschine beim Kontakt mit einem Bauelement nach. Als Stromflusspfad wird genauso wie beim vorher genannten Human Body Model ein Stromfluss durch das Bauelement hindurch zwischen unterschiedlichen Anschlusspins angenommen.
3. CDM – Charged Device Model: Das Charged-Device Model unterscheidet sich grundsätzlich vom Human Body Model und vom Machine Model. Bei diesem Modell wird angenommen, dass der komplette Baustein elektrisch aufgeladen ist und gegen eine niederohmige Elektrode schlagartig entladen wird. Ein Stromfluss durch das Bauelement hindurch wird hier nicht angenommen.
4. FCDM – Field induced Charged Device Model.

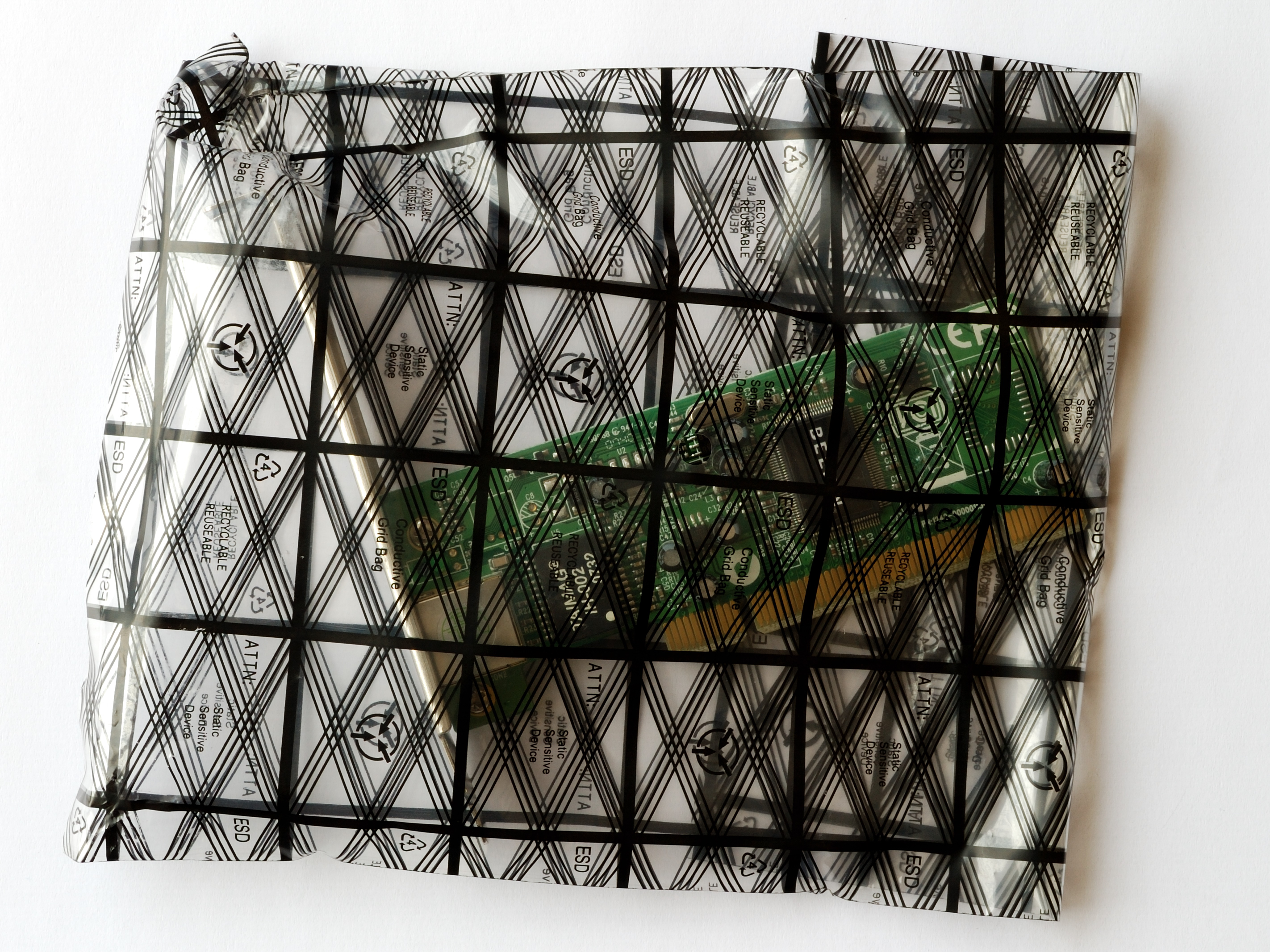
PCI-Karte in einer ESD-Verpackung mit entsprechender Kennzeichnung

Die Zahlenwerte der einzelnen Modelle können nach bisherigen Erfahrungen nicht mit einem festen Faktor zwischen den Modellen umgerechnet werden. Aufgrund des Modells ist aber der Zahlenwert beim Human Body Model größer als der Zahlenwert beim Machine Model. Grundsätzlich gilt aber die Aussage, dass die Bauelemente umso robuster sind, je größer der jeweilige Zahlenwert ist.

### Schutzstrukturen innerhalb von elektronischen Bauelementen
Zur Ableitung von elektrischen Ladungen werden bei externen Anschlüssen Schutzschaltungen wie ggNMOS in die integrierten Schaltungen mit eingebaut. Diese wirken innerhalb von Baugruppen bzw. an deren Anschlüssen. Zu berücksichtigen ist, dass diese Schutzschaltungen pro Entladung jeweils nur eine maximale Energiemenge aufnehmen können. Wird diese Energiemenge überschritten, kann die Schaltung samt der eigentlichen Schaltungsfunktion irreversibel beschädigt werden. Dem allgemeinen Trend der Verkleinerung der Strukturen der Halbleiterbausteine können die Schutzstrukturen innerhalb der Bausteine, welche den ESD-Schutz gewährleisten, nicht in gleichem Maße folgen. Da der ESD-Schutzpegel jedoch ein Verkaufsargument ist, entwickeln die Hersteller bessere, ggf. auch kleinere ESD-Schutzschaltungen.
Einzelne diskrete Transistoren besitzen am Gate-Anschluss meist keine ESD-Schutzschaltungen, auch Schottkydioden sind nicht geschützt. p-n-Übergänge können jedoch durch einen gezielt eintretenden Avalanche-Durchbruch geschützt werden.

### Schutzstrukturen auf Baugruppen durch zusätzliche Bauelemente zum ESD-Schutz
Um die Robustheit von Baugruppen im Bereich der Kundenschnittstellen zu erhöhen, können an die elektrischen Leitungen auf der Baugruppe im Eingangsbereich spezielle Schutzbauelemente eingebaut werden, deren Aufgabe nur der ESD-Schutz oder der EMV-Schutz ist. Diese Bauelemente unterstützen dann die Ableitung von Spannungen auf den Leitungen gegenüber dem Bezugspotential auf der Baugruppe.

### ESD-Schutz durch ESD-Schutzzonen

#### Maximal zulässige statische Aufladungen
Die Arbeit mit elektrostatisch gefährdeten Bauelementen, beispielsweise elektronischen Bauelementen, erfordert besondere Vorsichtsmaßnahmen. Maßnahmen in der Elektronik gegen statische Entladungen und elektrische Felder sind in der DIN EN 61340-5-1 beschrieben. Im dazugehörigen Benutzerhandbuch sind konkrete Ausführungshinweise enthalten, welche jedoch keine zusätzlichen normativen Festlegungen enthalten.
Im industriellen Umfeld wird zur Verarbeitung von elektrostatisch gefährdeten Bauelementen eine ESD-Schutzzone (engl. EPA = Electrostatic Protected Area) eingerichtet. Entsprechend dem Stand der Technik soll die Spannungshöhe der elektrostatischen Aufladung innerhalb von ESD-Schutzzonen den Grenzwert von 100 V nicht überschreiten. Um dies dauerhaft zu gewährleisten, müssen verschiedene bauliche und administrative Vorbereitungen getroffen werden.
Als weitere Anforderung dürfen elektrische Feldstärken von 10 kV/m in ESD-Schutzzonen nicht überschritten werden. Dieser Zahlenwert klingt zunächst sehr hoch, bedeutet aber in der Praxis doch sehr viel Aufwand. Beispielsweise gehen von elektrostatisch aufgeladenen Kunststoffkörpern elektrische Felder aus. Kommt ein Bauelement in den Wirkungsbereich dieses Feldes, kann es entweder durch die direkte Feldwirkung beschädigt werden oder es kann elektrostatisch aufgeladen werden und beim Kontakt mit einem nicht aufgeladenen Bauelement oder einer hart geerdeten Arbeitsoberfläche beschädigt werden.

#### ESD-gerechte Fußböden
Als elementare Voraussetzung muss der Fußboden dieser ESD-Schutzzonen eine ausreichende Leitfähigkeit gegenüber dem Bezugspotential PE besitzen. In der Praxis haben sich hier Fußböden mit einem Ableitwiderstand von 1 MΩ bewährt. Gemäß dem Stand der Technik darf in ESD-Schutzzonen ein Widerstand von 1 GΩ angewandt werden, wenn durch einen Walking-Test nachgewiesen werden kann, dass die maximale Aufladung der Mitarbeiter nicht größer als 100 V ist.
Je nach Ausführung der ESD-Fußböden kann die leitfähige Schicht in Form von Platten, Rollenware, Beschichtungen oder Lackierungen aufgebracht werden. In der Breite werden heute meist Beschichtungen oder Rollenwaren als ESD-Fußboden verwendet.

#### ESD-gerechte Schuhe und Sicherheitsschuhe
Zur Ableitung der elektrostatischen Aufladung über den Fußboden an das Erdpotential müssen die Menschen in ESD-Schutzzonen ableitfähige Schuhe tragen. Das sind spezielle Schuhe oder in normales Schuhwerk eingelegte außen zur Sohle umgeschlagene selbstklebende leitfähige Bänder. Der Gesamtwiderstand des Systems Mensch – Erdpotential soll hierbei einen Widerstandswert von 35 MΩ nicht überschreiten. Bei dem Grenzwert handelt es sich um die Reihenschaltung der nachfolgenden Teilwiderstände: Fußboden, Übergangswiderstand Fußboden-Schuhwerk, Schuhwerk, Körperwiderstand des Menschen und Übergangswiderstand Mensch-Bauelement. Der Widerstand der Schuhe liegt in der Praxis häufig im einstelligen MΩ-Bereich. Der Körperwiderstandswert eines Menschen ist gegenüber den anderen Widerstandswerten meist deutlich geringer und geht mit einem Wert von einigen kΩ in die Rechnung mit ein. Der Übergangswiderstand Mensch-Schuh und der Übergangswiderstand Mensch-Bauelement hängen von verschiedenen Faktoren ab, unter anderem von der Hautfeuchtigkeit, und können über einen größeren Bereich variieren.

#### ESD-gerechte Schutzhandschuhe
In der Vergangenheit gab es keine eigene Norm für Schutzhandschuhe und somit keine expliziten antistatischen Grenzwerte bzw. Vorgaben. Zukünftig wird es die EN 16350 (Schutzhandschuhe gegen elektrostatische Risiken) geben. Diese gibt einen maximalen Widerstandswert von 108 Ohm vor. Als Mindestisolationsschutz wird 105 Ohm vorgegeben. ESD-gerechte (ableitfähige) Handschuhe sollten somit einen Durchgangswiderstand von 105 bis 108 Ohm aufweisen und auf die Norm EN 16350 bzw. die Prüfmethode EN 1149-1 verweisen.
Das Ziel ist, durch die Schutzhandschuhe den Spitzenstrom einer möglicherweise auftretenden Entladung aus der Haut in ein empfindliches Bauteil zu begrenzen.

#### ESD-gerechte Oberbekleidung

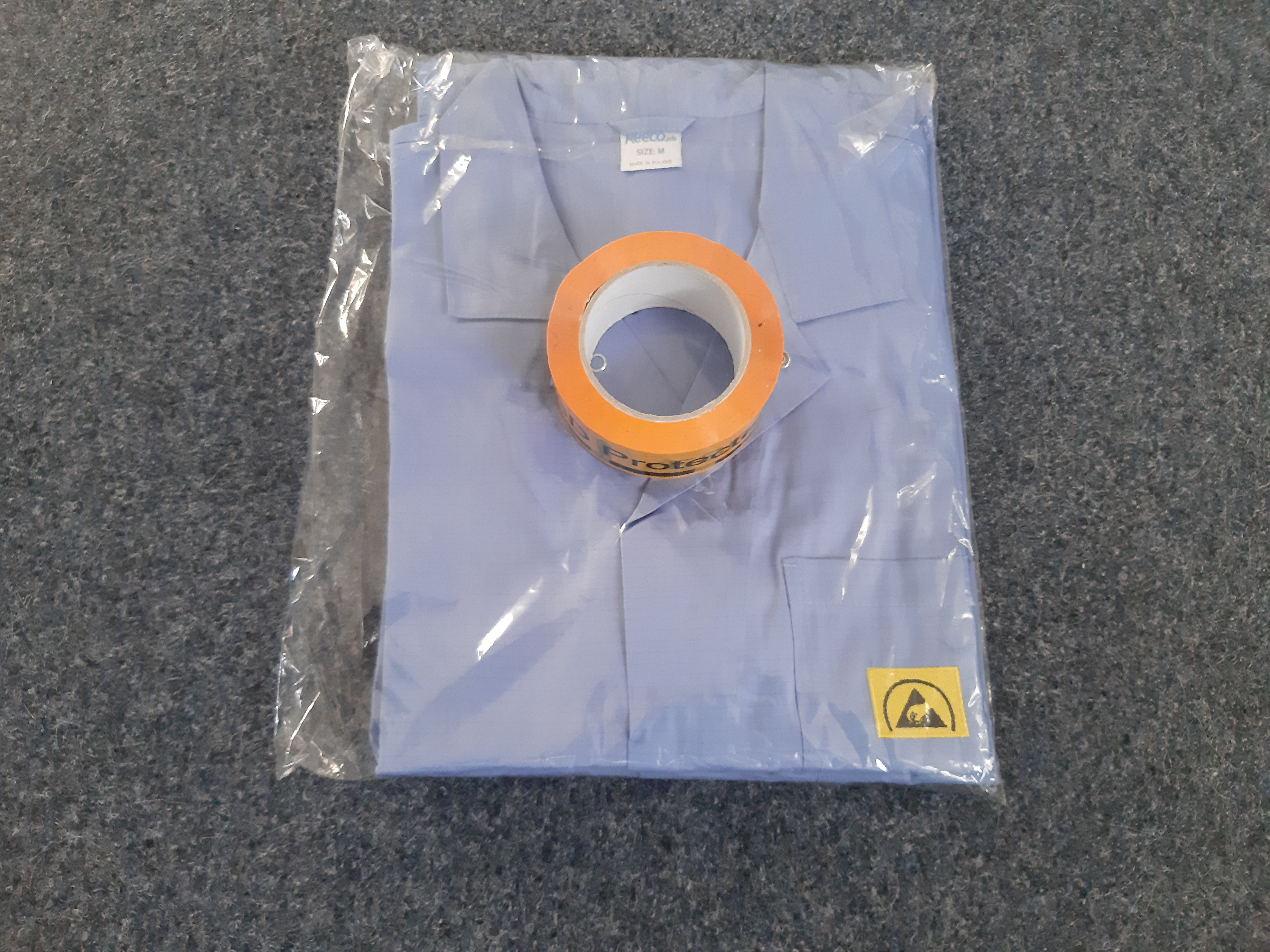
ESD Jacket

Damit sich die Menschen in den ESD-Schutzzonen durch Bewegung oder Reibung an anderen Körpern nicht unzulässig aufladen und damit deren möglicherweise geladene Kleidung nach außen abgeschirmt wird, muss eine ableitfähige Schutzkleidung getragen werden. Dabei handelt es sich um Baumwoll-Gewebe oder um Kunstfaser-Gewebe mit speziellen Leitgarnen, welche eine höhere elektrische Leitfähigkeit besitzen. Damit die Kleidung ihre Schutzfunktion erfüllen kann, muss diese geschlossen getragen werden. Beispielsweise kann dies ein langer Arbeitsmantel sein. ESD-Schutzkleidung muss die darunter liegenden Kleidungsstücke komplett bedecken.
ESD-Schutzkleidung erfüllt zwei Aufgaben:
- nicht oder nur schwach aufladbar
- leitet elektrische Ladungen (Kontakt mit aufgeladenen Oberflächen oder der Kleidung am Menschen) ab

ESD-gerechte Kleidungsstücke wurden bisher meist aus reiner Baumwolle hergestellt. ESD-Kleidungsstücke aus einem speziellen Stoffgewebe mit leitfähigen Fasern setzen sich immer mehr durch.

#### ESD-gerechte Arbeitsoberflächen
Damit in den ESD-Schutzzonen keine unzulässig hohen Ladungen entstehen, müssen die Arbeitsoberflächen, z. B. von Tischen, Regalen etc. ausreichend ableitend sein. Als Grenzwert betrachtet die Norm einen oberen Grenzwert von 1 GΩ. Bei Arbeitsoberflächen sollte immer bedacht werden, dass hart geerdete metallische Anordnungen häufig nicht optimal sind, da diese sehr schnelle elektrostatische Entladungen zulassen und den fließenden Entladestrom kaum vermindern.

#### Personenerdung bei sitzenden Tätigkeiten
Beim Sitzen auf einem Stuhl kann der Potentialausgleich für Handarbeit mit ESD-gefährdeten Bauteilen vollständig durch ein Erdungsarmband und eine ESD-Schutzmatte auf dem Tisch erreicht werden, wenn beides geerdet ist. Aus Sicherheitsgründen ist das Erdungsarmband nicht hart geerdet, sondern über einen Widerstand von beispielsweise 1 MOhm geführt, sodass beim versehentlichen Berühren gefährliche Spannungen führender Teile mit der anderen Hand weniger Gefahr besteht.
Alle ESD-gefährdeten Bauteile dürfen erst nach dem Ablegen auf der Matte aus der ESD-Schutzverpackung entnommen werden. Ungeerdete Personen dürfen nichts auf dem Tisch und auch die mit Erdungsband tätige Person nicht berühren.

#### Einrichtungen und Betriebsmittel innerhalb der ESD-Schutzzonen
Es gilt der Grundsatz: „Was nicht vorhanden ist, kann sich nicht aufladen“. Konkret bedeutet das, alles, was innerhalb der ESD-Schutzzonen erforderlich ist, muss erstens auf die Notwendigkeit hin überprüft werden und zweitens auf das ESD-gerechte Verhalten überprüft werden. Grundsätzlich sind ESD-gerechte, das heißt, der DIN EN 61340-5-1 entsprechende geerdete und elektrostatisch ableitende Produkte nötig.
Die Leitfähigkeit kann durch eine Widerstandsmessung oft schwer ermittelt werden. Die maximale triboelektrische Spannung, die zur statischen Elektrizität führt, und die Selbstentladung der Einrichtungen und Betriebsmittel (wie schnell fällt die Ladung wieder auf einen unkritischen Wert ab) kann ebenfalls nur mit speziellen Geräten ermittelt werden. Es ist daher sinnvoll, geprüfte bewährte Produkte zu verwenden.

#### Werkzeuge und Geräte
In ESD-Schutzzonen sollen alle Werkzeuge, die mit elektrostatisch gefährdeten Bauteilen in Berührung kommen, leitfähig sein. Gewöhnliche Kunststoffgriffe von Werkzeugen können elektrostatische Potentialunterschiede verursachen, die zur Schädigung von empfindlichen Bauteilen führen können.
ESD-Werkzeuge haben anstelle von hochisolierenden Kunststoffmaterialien für die Griffe elektrostatisch leitfähige Materialien. Durch die Leitfähigkeit kommt es zum Potentialausgleich zwischen dem Menschen und dem Werkzeug. Einsatz finden diese Werkzeuge beispielsweise in der Elektronikproduktion oder beim Service, wenn an Baugruppen gearbeitet werden muss. Solche Werkzeuge sind nicht schutzisolierend.
Löt- und Entlötgeräte für ESD-gerechtes Arbeiten besitzen eine weiche Erdung der Lötspitze: Sie ist über einen Widerstand von wenigen Kiloohm geerdet, um zu verhindern, dass die Lötspitze vom in der Heizquelle eng anliegenden Heizdraht umgeladen werden kann. Andererseits soll der Lötkolben beim Löten an geladenen Bauteilen keinen plötzlichen Kurzschluss gegen Erde verursachen, was bei mit Netzspannung betriebenen Lötkolben (Schutzklasse I) der Fall wäre. Hier ist der Lötkolben gut leitend mit dem Schutzleiter (Erde) verbunden.
Netzgeräte besitzen in der Regel einen potentialfreien Ausgang und können Ableitströme gegen Erde verursachen. Diese besonders für Schaltnetzteile typische Eigenschaft wird durch Entstörkondensatoren und die Kapazität des Transformators zur Netzspannung verursacht. Es treten Spannungen von etwa 100V gegen Erde auf, die für viele Bauteile gefährlich sind. Das gilt auch für am Laptop angeschlossene Mess- und Analysegeräte, wenn jener ungeerdet und/oder an seinem Netzteil betrieben wird.
Handmessgeräte und Tischmessgeräte für die Widerstands-, Strom- und Spannungsmessung (Multimeter) sind prinzipbedingt nicht elektrostatisch dissipativ ausgerüstet und nicht geerdet. Hier muss stets darauf geachtet werden, dass zunächst der Erd-/Massebezug hergestellt wird, bevor an ESD-gefährdeten Schaltungsteilen gemessen wird.

#### Ionisation
Durch Ionisation der Luft mit Ionisatoren bauen sich elektrostatische Ladungen auf Körpern beschleunigt ab. Durch Ionisation können elektrische Ladungen sowohl auf einen Isolator (beispielsweise hochisolierendes Kunststoffteil) als auch auf einen elektrisch isolierten Leiter (beispielsweise Metallkörper, der durch hochisolierende Kunststoffteile gehalten wird) abgegeben werden.
Die Ionisation ist als alleiniges Mittel zum ESD-Schutz nicht ausreichend, sie kann jedoch Risiken mindern. Ionisatoren erzeugen aus dem Luftsauerstoff das giftige Ozon und können daher nur soweit eingesetzt werden, dass die maximale Arbeitsplatzkonzentration nicht überschritten wird.
Ionisatoren erzeugen Ionen an spitzen Elektroden durch Gleichspannung oder hochfrequente Wechselspannung (Koronaentladung) oder durch radioaktive Präparate.

### Verpackung der Bauelemente und Fertigerzeugnisse
Neben der Verarbeitung der elektrostatisch gefährdeten Bauelementen ist ebenfalls ein sicherer Transport der Bauelemente erforderlich. Daher müssen Verpackungen für ESD-empfindliche Bauelemente aus elektrisch ableitfähigen Materialien, z. B. elektrostatisch dissipativen Kunststoffen bestehen. Manche elektronischen Bauteile werden bereits durch den Transport in einer Plastiktüte zerstört.
Verpackungen für ESD-empfindliche Bauteile müssen aus ableitfähig ausgerüsteten (elektrostatisch dissipativen) Kunststoffen bestehen. Es gibt durch Füllstoffe ableitende oder metallbedampfte Folien, Füllmaterialien und Schaumstoffe. Oft sind die empfindlichen Anschlüsse der Bauteile zum Transport mit einer Kurzschlussbrücke verbunden.
Die ESD-gerechte Ausführung von Verpackungen ist in der DIN EN 61340-5-3 beschrieben.
| Elemente die zu verpacken sind | EPA                                                                        | EPA                                                    | UPA | UPA                                                  |
| ------------------------------ | -------------------------------------------------------------------------- | ------------------------------------------------------ | --- | ---------------------------------------------------- |
| ESDS                           | Direkt anliegend                                                           | Umhüllend                                              | Direkt anliegend | Umhüllend                                            |
| ESDS                           | elektrostatisch leitfähig ESD-C oder ableitfähig ESD-D (siehe Anmerkung 1) | elektrostatisch leitfähig ESD-C oder ableitfähig ESD-D | wie für innerhalb der EPA ESD-C oder ESD-D und mit Schirmwirkung gegen elektrostatische Entladung ESD-S (siehe Anmerkung 2) | Schirmwirkung gegen elektrostatische Entladung ESD-S |

Anmerkung 1: Für batteriebetriebene ESDS sollte die Auswahl des Materials oder die Ausführung der Verpackung sicherstellen, dass die Batterie nicht entladen wird.
Anmerkung 2: Schirmwirkung gegen elektrostatische Entladung wird nur benötigt, wenn die umhüllende Verpackung keine Schirmung gegen elektrostatische Entladung bietet.
Begriffe: ESDS – Electrostatic-sensitive device (elektrostatisch empfindliches Bauteil), EPA – Electrostatic Protected Area (elektrostatisch geschützter Bereich), UPA – Unprotected Area (elektrostatisch nicht-geschützter Bereich)
Üblicherweise werden Verpackungen aufgrund der elektrischen Leitfähigkeit in die Kategorie (S), (C), (D) und (F) eingeteilt.
ESD-C Conductive: Leitfähig; Widerstand zwischen 1kΩ und 1MΩ
ESD-D Dissipative: Ableitfähig; Widerstand zwischen 1MΩ und1TΩ
ESD-S Shielding: Abschirmend; abschirmend gegen elektrostatische Entladungen
ESD-F Electrostatic Field Shielding: Abschirmung gegen elektrostatische Felder
Zusätzlich müssen diese Verpackungen neben dem Schutz gegen elektrostatische Entladungen auch noch einen ausreichenden Schutz gegen den Einfluss von statischen Feldern bieten. Neben den bekannten Werkstoffklassen für die Verpackung wurde mit Einführung dieser Norm zusätzlich die Schutzkategorie (F) eingeführt. Werkstoffe und Verpackungsmaterialien dieser Kategorie bieten zusätzlich den erforderlichen Schutz gegen die beschriebenen statischen Felder.
Je nach Art der Ausführung können mehrere Lagen von Verpackungen verwendet werden. Die ESD-gerechte Ausführung muss hierbei mindestens die innere Schicht, welche die Bauteile direkt berührt, aufweisen.
Darüber hinaus müssen diese Verpackungen neben dem ESD-Schutz auch den verpackten Inhalt ausreichend gegenüber mechanischen und klimatischen Einflüssen schützen.

### ESD-Schutz außerhalb von ESD-Schutzzonen
Nicht überall, wo mit elektrostatisch gefährdeten Bauelementen umgegangen wird, ist eine ESD-Schutzzone vorhanden, beispielsweise beim Service-Einsatz im Elektronikbereich bei einem Endkunden. Auch hier müssen jedoch ausreichende ESD-Schutzvorkehrungen getroffen werden. Beispielsweise kann in diesem Fall ein Handgelenkserdungsband, welches mit dem Erdpotential verbunden wird, die Aufladung der Personen verhindern. Weiterhin gibt es leitfähige Matten, die ebenfalls mit dem Erdpotential verbunden werden können und somit eine gefahrlose Ablage von Bauelementen und Baugruppen ermöglichen. Für Arbeiten im Elektronikbereich steht hierzu auch ESD-gerechtes, leitfähiges Werkzeug zur Verfügung, welches sich durch eine ausreichende Eigenleitfähigkeit gegenüber handelsüblichen, isolierenden Werkzeugen unterscheidet.

## Klassifikation der Werkstoffe

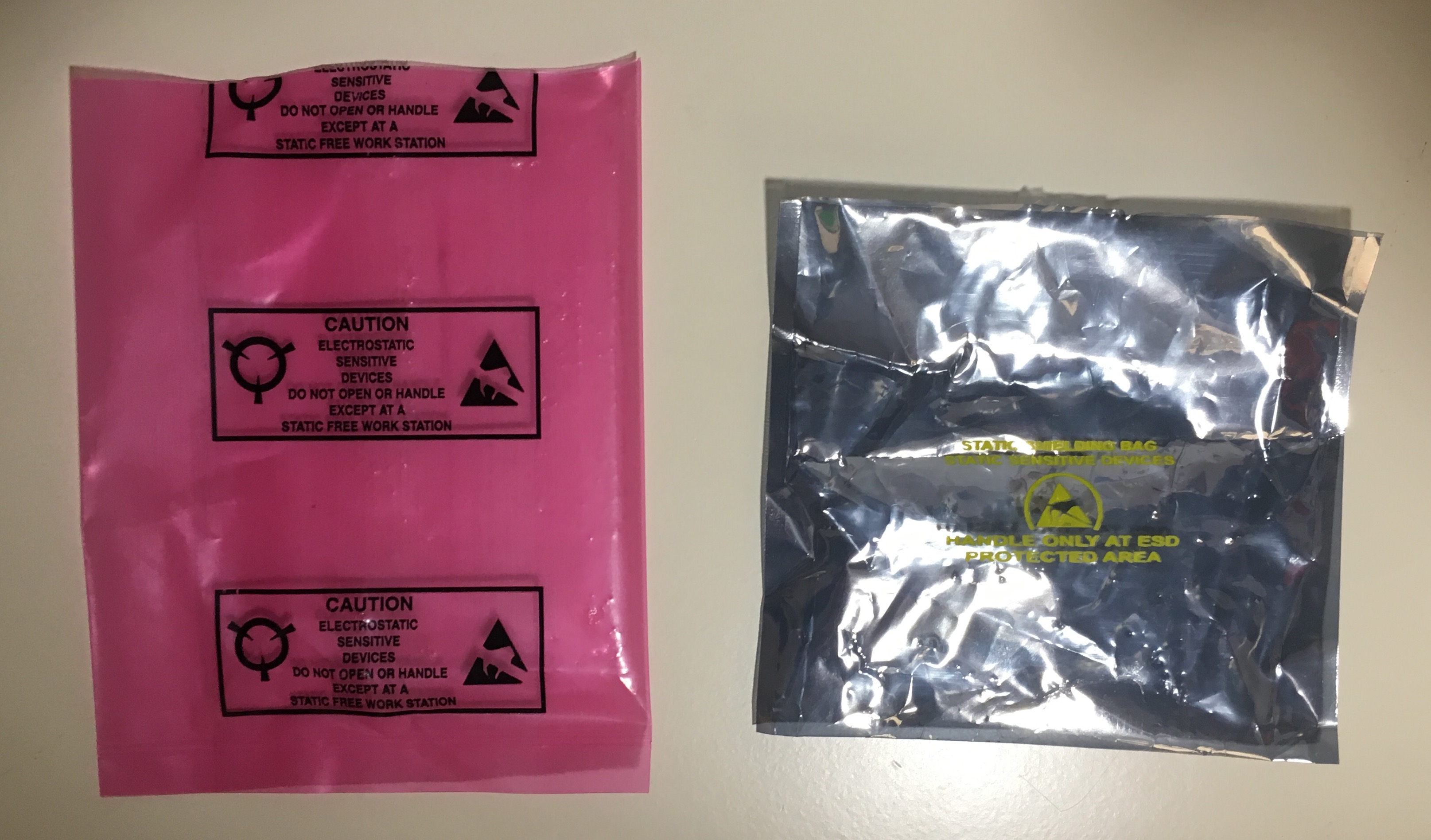
Links ein ableitfähiger und rechts abschirmender ESD-Schutzbeutel

### Schutzkategorie abschirmend
Die Schutzwirkung bei Materialien der Kategorie abschirmend (englisch shielding) wird bei Metallen durch die hohe elektrische Leitfähigkeit des Werkstoffs sichergestellt. Diese Kategorie besitzt die höchste Leitfähigkeit. Verpackungen dieser Kategorie werden durch den Buchstaben (S) in Verbindung mit dem ESD-Schutzsymbol gekennzeichnet. Nach Norm liegt der Oberflächenwiderstand der Materialien unterhalb von 100 Ω. Das Erscheinungsbild sind beispielsweise silberfarbige Tüten.

### Schutzkategorie leitfähig
Die Schutzkategorie leitfähig (englisch conductive) wird bei Kunststoffen durch die Verwendung von Graphitpartikeln, welche in die Kunststoffmatrix eingebracht werden, erzeugt. Diese Kategorie besitzt eine Leitfähigkeit, welche geringer als die Leitfähigkeit der Kategorie abschirmend aber größer als die Leitfähigkeit der Kategorie statisch ableitfähig ist. Verpackungen dieser Kategorie werden durch den Buchstaben (C) in Verbindung mit dem ESD-Schutzsymbol gekennzeichnet. Nach Norm liegt der Oberflächenwiderstand der Materialien im Bereich zwischen 100 Ω und 100 kΩ. Typische Materialien sind Plastikfolien, Tüten, Schaumstoffe und Kartonagen in schwarzer Farbe.

### Schutzkategorie statisch ableitfähig
Die Materialien von Schutzverpackungen der Schutzkategorie statisch ableitfähig (englisch static dissipative) besitzt einen höheren elektrischen Widerstand als die Verpackungen der Kategorie „leitfähig“. Die Leitfähigkeit kann durch das Einbringen von Metallionen, z. B. Kupferionen, oder durch das Aufbringen eines Antistatikums auf der Oberfläche erreicht werden. Diese Werkstoffe werden auch als elektrisch ableitfähig bezeichnet. Verpackungen dieser Kategorie werden durch den Buchstaben (D) in Verbindung mit dem ESD-Schutzsymbol gekennzeichnet. Nach Norm liegt der Oberflächenwiderstand der Materialien im Bereich zwischen 100 kΩ und 100 GΩ. Entsprechende Verpackungsmaterialien sind beispielsweise Luftpolsterfolien und Tüten aus Polyethylen in den Farben Rosa oder Hellblau.

### Kategorie Isolator
Alle Materialien, deren Oberflächenwiderstand größer als 100 GΩ ist, werden aus ESD-Sicht als elektrische Isolatoren eingruppiert und besitzen nicht mehr die erforderliche elektrische Leitfähigkeit zum ESD-Schutz. Ergänzend zur Betrachtung aus ESD-Sicht muss aber ergänzt werden, dass auch die Werkstoffe dieser Kategorie aus physikalischen Gründen auch den elektrischen Strom leiten, auch wenn der Oberflächenwiderstand größer als der Grenzwert nach Norm ist. Aus ESD-Sicht reicht die ableitende Wirkung von Isolatoren nicht mehr aus und es dürfen Isolatoren aus diesem Grund nicht eingesetzt werden.

## Messung

### Elektrostatische Aufladungen
Zur Erfassung von möglichen Risiken durch elektrostatische Aufladungen ist man auf Messgeräte angewiesen, da Menschen Entladungen erst ab einem Spannungswert von etwa 2.000 V wahrnehmen können. Elektrostatische Aufladungen und deren elektrische Feldstärke können mit einem Elektrofeldmeter messtechnisch ermittelt werden.
Darüber hinaus kann elektrostatische Aufladung in manchen Fällen auch anhand der elektrostatischen Anziehung (siehe Elektrostatik) erkannt werden. Dies setzt aber meist sehr hohe Aufladungen voraus. Hierbei ist aber zu berücksichtigen, dass das bloße Aneinanderhaften von Gegenständen auch auf Adhäsion beruhen kann.

### Oberflächenwiderstand und Ableitwiderstand
Der Oberflächenwiderstand von Werkstoffen und der Ableitwiderstand von Einrichtungen gegenüber dem Bezugspotential PE haben einen entscheidenden Einfluss auf den ESD-Schutz. Durch Reibung an Körpern kommt es zur Aufladung. Werkstoffe, die einen ausreichend niedrigen Oberflächenwiderstand besitzen, sorgen dafür, dass zum einen die Höhe der Aufladespannung minimiert wird und zum anderen die elektrostatische Aufladung wieder abbauen kann. Der Ableitwiderstand von Einrichtungen sorgt dafür, dass elektrostatische Aufladungen gegen das Bezugspotential Erde abfließen können und somit keine unzulässig hohen Aufladungen entstehen können.

### Bewertung von Messergebnissen
Die Bewertung von Messergebnissen erfordert meist viel Erfahrung. Wie durch praktische Tests gezeigt werden kann, können Werkstoffe, deren Oberflächenwiderstand auch oberhalb des zulässigen Grenzwerts liegen, in bestimmten Fällen eingesetzt werden. Dies ist dann der Fall, wenn sich diese Stoffe beispielsweise durch Reibung nur gering aufladen und die Ladungsträger bereits nach sehr geringer Zeit wieder abgebaut sind.

## ESD im sonstigen industriellen Umfeld

### Industrielles Umfeld
Elektrostatische Aufladung kann die Herstellung und Verarbeitung von Kunststoff (Kunststofffolie, Granulat), Papier, Textilien und Glas sowie das Umfüllen von Schüttgut, Pulver und Flüssigkeiten behindern. Einerseits birgt die Handhabung (Fördern, Bunkern, Betanken, Umwickeln, Beschichten, Entrollen usw.) der Materialien Risiken (Brandgefahr, Stromschläge, ESD-Schäden an elektronischer Ausrüstung), andererseits haften aufgrund der elektrischen Aufladung an Folien und Platten gern Staubteilchen, Fusseln oder Haare. Deshalb werden Ionisatoren und Erdungsanlagen eingesetzt.
Produktionsmaschinen für elektrisch isolierende Endloserzeugnisse sowie der Umgang mit isolierenden Schüttgütern erfordern besondere Sicherheitsmaßnahmen gegen elektrostatische Aufladung.
Wegen der großen Gefahren müssen erfolgte Erdungsmaßnahmen an Tanklastzügen überwacht werden. Beispiele sind das Be- und Entladen mit brennbaren und isolierenden Materialien wie beispielsweise Öl, Grieß, Treibstoffe, Mehl, Getreide, Plastegranulat, Lacke, chemische Halbfabrikate. Die Überwachung erfolgt beispielsweise durch Detektieren der charakteristischen Erdkapazität des Lastzuges.